# クルックドビレットの戦い
クルックドビレットの戦い（クルックドビレットのたたかい、英: Battle of Crooked Billet）は、アメリカ独立戦争の1778年5月1日、クルックドビレット酒場（現在のペンシルベニア州ハットボロ）近くで起こった戦闘である。イギリス軍ジョン・グレイブス・シムコー少佐の指揮する部隊が、アメリカ側ジョン・レイシー准将のペンシルベニア民兵隊3個連隊を急襲し、文字通り寝ている所を捕まえた。イギリス軍はペンシルベニア民兵隊に重大な損失を与え、レイシーとその部隊は近くのバックス郡までの撤退を強いられた。

## 背景
イギリス軍北アメリカ総司令官ウィリアム・ハウの指揮する軍隊が1776年にニューヨーク市を占領し、1777年にはフィラデルフィア市を占領した。フィラデルフィアに水路補給する手段を妨げていたミフリン砦とマーサー砦を奪取した後でも、イギリス軍の兵士や物資の移動や情報伝達については、ニューヨーク市とフィラデルフィア市の間で陸路に大きく頼っていた。イギリス軍はフィラデルフィア市周辺の田園部に定期的に出撃して糧秣の調達を行ってもいた。
1777年9月から、ジョージ・ワシントン将軍と大陸軍は、フィラデルフィア市の北西にあるバレーフォージで冬季宿営に入っていた。ジョン・レイシーは1778年1月に23歳で准将に昇進し、ペンシルベニア民兵隊の指揮を任されていた。ワシントンからはデラウェア川とスクーカル川の間、フィラデルフィア市の北の地域を偵察するよう任務が与えられていた。ワシントンはレイシーに、農夫たちが品物を持ってフィラデルフィア市に入りイギリス軍（高くしかも金で支払っていた）に売るのを妨げ、また地域の愛国者がイギリス軍やロイヤリストの部隊から嫌がらせを受けないよう守れという命令を与えた。
ワシントンはペンシルベニア民兵隊の徴兵の仕方やレイシーの行動について非常に批判的だった。ペンシルベニアは、1,000名の民兵でその地域を偵察すると約束したにも拘わらず。それだけの兵士を集めることができていなかったので、ワシントンは周辺の邦からも民兵を集めることを検討していた。ワシントンは、邦が約束した民兵は半分も集まらないこと、またレイシー将軍には現場に70名しか持っていないことを記していた。レイシーはイギリス軍の動きを妨害することに関してジェイムズ・ポッター准将ほど効率よくやれなかったので、ワシントンは休暇をとっていたポッターが早く帰ってくることを期待していた。

## 前哨戦
4月下旬、レイシーは地域を偵察する一連の行動を行い、4月27日に現在のハットボロにあったクルックドビレット酒場に到着したときにその活動を終えていた。散り散りになっていた配下の中隊の1つがイギリス軍偵察隊に攻撃され、ロイヤリストのスパイがクィーンズ・レンジャーズの指揮官ジョン・グレイブス・シムコーに、レイシー隊の行き先を告げていた。

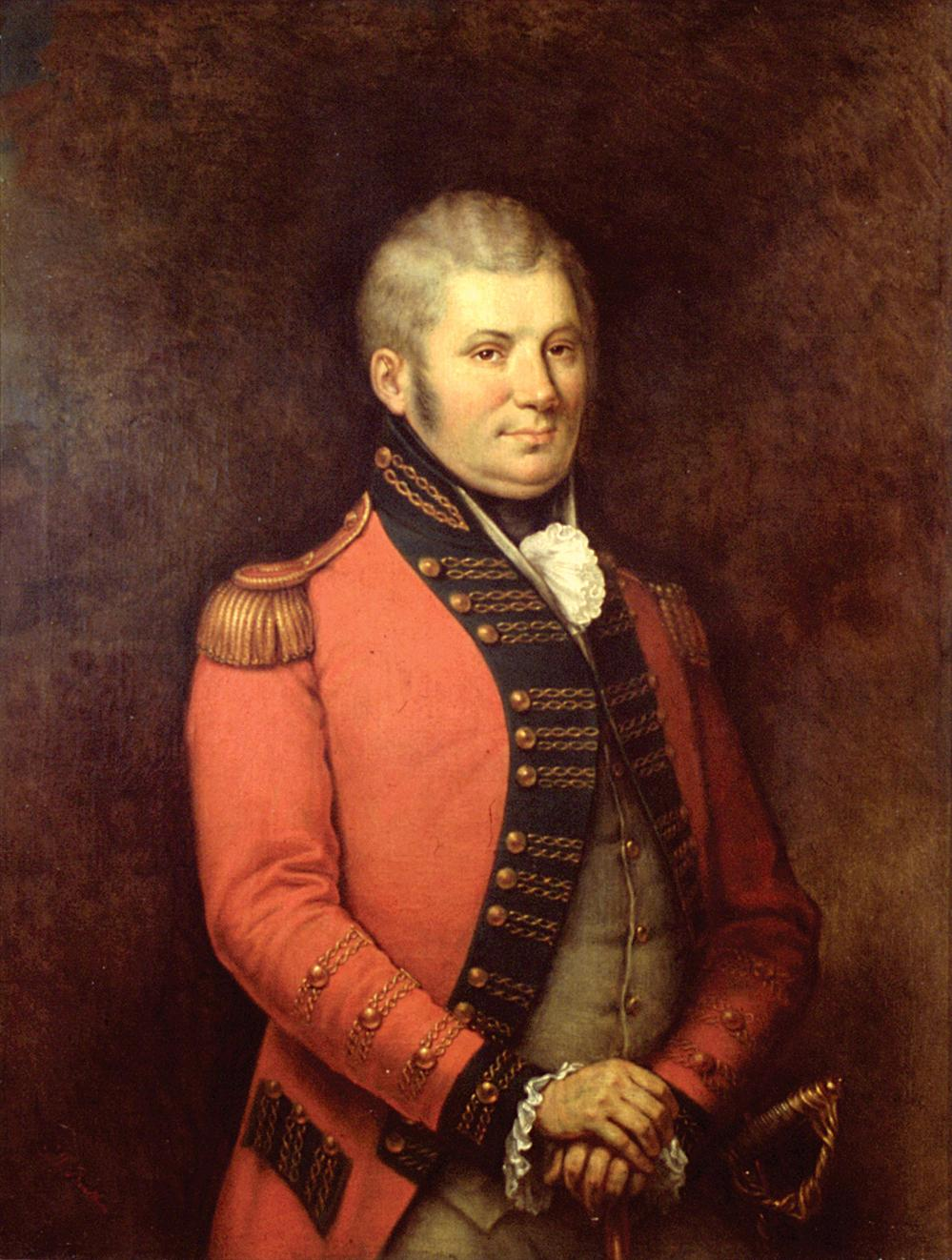
クィーンズ・レンジャーズの指揮官ジョン・グレイブス・シムコー

フィラデルフィアではハウ将軍がシムコーに、「田園部を確保し、住人にはその商品を市場に持ってくるよう促すこと」という命令を与えていた。1778年の冬の間、イギリス軍とロイヤリストの部隊は、レイシーとその民兵隊がいたにも拘わらず、繰り返しバックス郡への襲撃を行った。
4月、シムコーはハウから、レイシー隊に攻撃を掛ける許可を得ていた。4月30日午後、シムコーとロバート・アバークロンビー中佐はその分遣隊を率いてフィラデルフィアからクルックドビレットの方向に向かった。このとき、レイシーの部隊は約400名おり、その中にはカンバーランド郡とヨーク郡から到着したばかりの民兵も入っていた。その夜レイシーは、ウィリアム・ニールソン中尉に午前2時から3時の間に偵察を始めるよう命令し、トマス・ダウニーの部隊には哨戒に就くよう命じていた。ニールソンはその受けた命令を実行せず、その偵察隊は5月1日夜明けのすぐ前に宿営地を離れただけだった。この部隊が前進してくるイギリス軍を視認したのは、まだ宿営地から遠くに行っていないときだった。

## 戦闘
イギリス軍は5月1日に夜明けにクルックドビレットに到着した。シムコーは挟み撃ちの作戦を立て、自隊は北と東から攻撃し、アバークロンビーの部隊は南と西から攻撃することとした。レイシーの哨兵は如何なる脅威に対しても警告を発するよう配置されていて、イギリス軍に気づいたが、攻撃され捕虜になることを恐れて、警報のための発砲を怠ってしまった。ニールソンは1人の兵士を宿営地まで走って帰らせ警報を伝えるよう手配したが、その兵士は宿営地に到着できなかった。民兵隊は急襲されしかも勢力に劣っていたのすぐに潰走に移り、ウォーミンスターまで撤退を強いられたので、その宿営地に物資や装備を残したままになった。
5月5日にフィラデルフィアの「ロイヤル・ペンシルベニア・ガゼット」紙に掲載されたこの戦闘に関する記事は、次のように書かれていた。

## 戦闘の後
この戦闘の結果として、アメリカ軍は貴重な物資を満載した荷車10両を失い、レイシーの部隊は総勢の約20%が、戦死、負傷、捕虜となった。哨戒任務にあった士官のニールソン中尉は軍法会議に掛けられ、命令不服従の罪で民兵隊から解雇された。
5月11日、ポッターが休暇から戻り、レイシーは指揮官を解任された。ワシントンは、ポッターが地域に慣れるまでの短期間、レイシーに民兵隊に留まるよう求めた。6月下旬、イギリス軍はフィラデルフィアから撤退し、民兵隊の地域防御の任務はワシントンの関心から外れた。

### 残虐行為
戦闘の直後に、イギリス軍とロイヤリスト部隊が捕虜を殺害し、負傷兵に火を点けたなど残虐行為を犯したという報告が出てきた。5月7日、ワシントンはウィリアム・マクスウェル准将に、ハウ将軍に報告できるようにこれらの噂の追及を命じた。バックス郡の治安判事アンドリュー・ロングは戦闘を目撃したワッツ大佐と地元住民4人の宣誓供述書を取った。地元住民はサミュエル・ヘンリー、ウィリアム・ステイナー、トマス・クレイブン、サミュエル・アーウィンの4人だった。ワッツは「およそ人間的でない野蛮な方法で取り扱われた遺体を見つけた」と報告し、「文明化された国で行使された中でも最も野蛮な行為、そればかりではない、それに匹敵できないような残酷さの最大級の行使において野蛮の極致である」と語っていた。
レイシーがジョン・アームストロング少将に提出した報告では、さらにその残虐行為に触れており、「イギリス軍の無慈悲な手中に落ちた不幸な者達の中には残酷に人間性もなく虐殺された者がいた。ある者はソバの藁とともに火を点けられ、ある者はその着衣の背中を焼かれた。生存者のある者は、敵が負傷者がまだ生きているのに火を点け、その者は火を消そうとしたが、苦悶の中で弱り衰弱していたと言っている。私はソバの藁の中に横たわっている者を見た。彼らは大変物悲しげな様子をしていた。私が見た他の者は、銃弾で負傷した後、短剣や銃剣で1ダース近くの傷を受けた。現場に人々がいたので、これらの残酷さを証明するために多くの証人を見つけることができる。目撃者として来てくれる人が少なからずいる。」としていた。

## 戦闘に参加した部隊

### イギリス軍とロイヤリスト部隊
- クィーンズ・レンジャーズ
- 第17軽装竜騎兵隊の竜騎兵120名（クルー少佐指揮）
- 第37歩兵連隊、ノースハンプシャー部隊
- フィラデルフィア軽装竜騎兵隊、ホブンデンのロイヤル民兵とも呼ばれる（カー大尉指揮）
- ジェイムズの植民地竜騎兵隊（ジェイコブ・ジェイムズ大尉指揮）

### アメリカ軍
- ペンシルベニア民兵隊、バックス郡連隊（ウィリアム・ピュー大尉指揮）
- ペンシルベニア民兵隊、カンバーランド郡連隊（フレデリック・ワッツ大佐とエイブラハム・スミス大佐指揮）